# Yamakaze (schip, 1936)
Yamakaze (Japans: 山風) was een torpedobootjager van de Shiratsuyu-klasse, die dienstdeed bij de Japanse Keizerlijke Marine van 1937 tot 1942.

## Ontwerp
Yamakaze beschikte over twee turbines, die aangedreven werden door drie ketels. Dit gaf het schip een machinevermogen van 31.000kW, waarmee het een topsnelheid van 34 knopen kon behalen. Bij een vaart van 18 knopen kon het schip 7.400 kilometer afleggen.
De hoofdbewapening van het schip bestond uit vijf 127 mm kanonnen. Deze waren verdeeld over twee dubbelloopse geschuttorens en één enkelloopse. De luchtverdediging bestond uit twee maal 13,2 mm luchtafweergeschut en enkele machinegeweren. Het schip beschikte over acht 610 mm torpedobuizen en kon in totaal 24 torpedo's meenemen. Tegen onderzeeboten hadden de schepen achttien dieptebommen.

## Dienst
De eerste acties van Yamakaze waren in december 1941 bij de invasie van de Filipijnen, waar het dekking gaf bij de landingen op Legazpi en bij de gevechten in Lamon Bay.
Vanaf januari 1942 was Yamakaze deel van de Japanse invasievloot van Nederlands-Indië. In januari gaf ze dekking aan Japanse troepen bij de landingen op Tarakan , waar ze assisteerde bij het zinken van de Nederlandse mijnenlegger Hr.Ms. Prins van Oranje. Later gaf ze dekking bij de landingen op Balikpapan en de landingen op Makassar, waar ze op 11 februari de Amerikaanse onderzeeboot USS Shark in Straat Makassar tot zinken bracht.
Op 27 februari 1942 participeerde het schip aan de Slag in de Javazee, waar ze streed tegen het ABDA-eskader. Hier heeft het geassisteerd bij het zinken van HMS Encounter. Bij de Tweede slag in de Javazee, die plaatsvond tussen 28 februari en 1 maart 1942, heeft ze geassisteerd bij het zinken van de Britse zware kruiser HMS Exeter en de Amerikaanse torpedobootjager USS Pope.

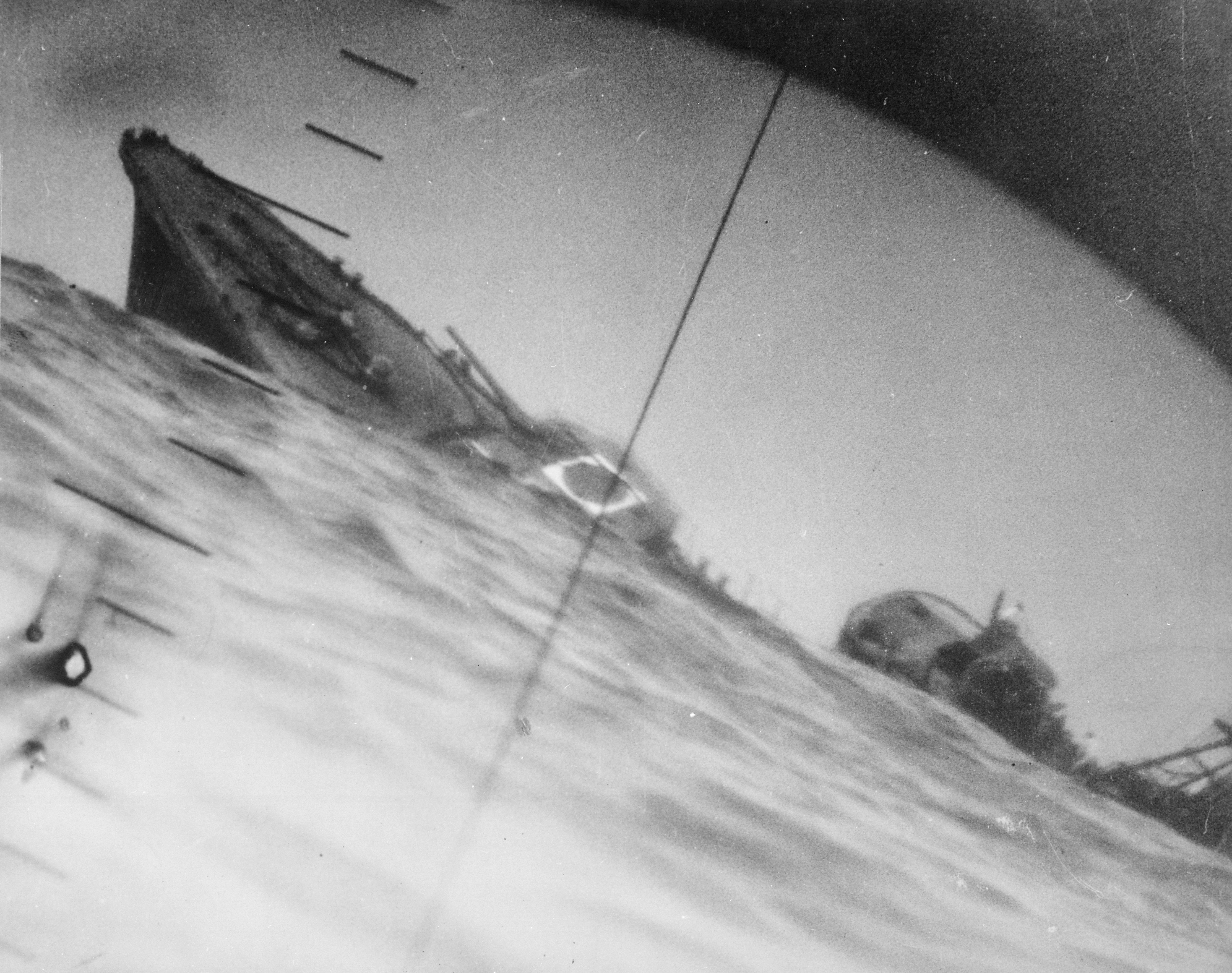
Foto van zinkende Yamakaze uit de periscoop van USS Nautilus.

In april 1942 patrouilleerde Yamakaze rond de Filipijnen. Vanaf 10 mei werd het schip gerepareerd bij de Japanse scheepswerf Sasebo kaigun kōshō.
Gedurende de slag bij Midway op 4 tot 7 juni 1942, maakte Yamakze deel van een patrouille groep die onderzeeboten moest spotten. Het schip heeft geen actie gezien.
Op 25 juni 1942 werd het schip getorpedeerd door de Amerikaanse onderzeeboot USS Nautilus. Het schip zonk en alle bemanningsleden sneuvelden.